# Nordahl Rolfsen

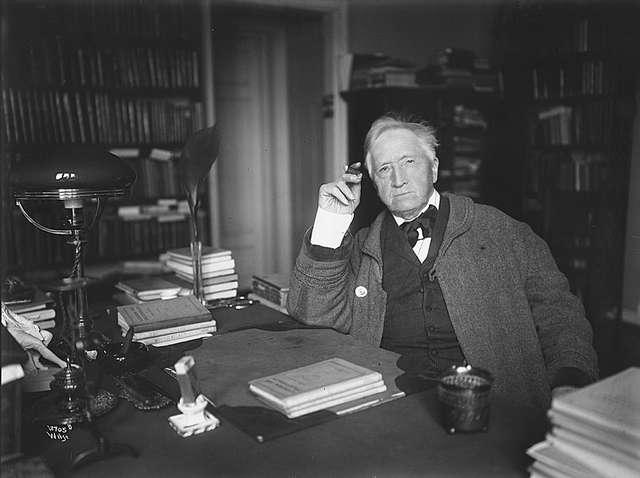
Nordahl Rolfsen på sitt kontor (1919)

Johan Nordahl Brun Rolfsen, född 12 juni 1848 i Bergen, död 18 januari 1928 i Oslo, var en norsk läroboksförfattare, dotterson till biskop Johan Nordahl Brun. 
Rolfsen blev student 1866, var någon tid skolman i Kristiania och instruktör för den nationella scenens elevskola i Bergen, studerade 1879–81 dramaturgi i Köpenhamn och Wien och utgav bland annat sagokomedin Svein Urædd (1890, med musik av Ole Olsen). Han bearbetade 1876–85 Zacharias Topelius "Läsning för barn" på norska, redigerade den förträffliga "Illustreret tidende for børn" (1885–93) och utgav bland annat Dyrebogen (1895; "Ur djurlifvet i Norden", samma år). 
Efter sin återflyttning till Kristiania i slutet av 1880-talet fullbordade Rolfsen sitt huvudarbete, den för modersmålsundervisningen i Norge epokgörande, av norska konstnärer illustrerade Læsebog for folkeskolen (riksspråksupplaga i fyra band, 1892–96"; omarbetad till fem band 1897). Boken utmärker sig för sitt efter olika åldersklasser avpassade innehåll och framför allt, ej minst tack vare Moltke Moes medverkan, sin naturliga, genomgående norska språkton. 
Senare författade Rolfsen en serie läroböcker i allmän historia (1904 ff.), redigerade en närmast för lärare avsedd samling handböcker "Lys over land" (1908–11) samt planlade och redigerade det stora verket "Norge i det nittende aarhundrede" (liksom dess andra upplaga "Norge 1814–1914", utkommen 1913–15). Den genom Rolfsens initiativ upprättade statsunderstödda byrån Centralstyret for norske folkeskolers barne- og ungdomsbiblioteker ledde han till 1915. Han var även flera år ordförande i Den norske Forfatterforening.